# Cabezo Budo
El Cabezo Budo es un cabezo (un cerro) de 1317 m s. n. m.  que se encuentra situado en el término municipal de Ejulve (Teruel) , y dista apenas 3 km en dirección sureste de su casco urbano.

## Topografía, orografía y vegetación
Se trata de un monte con una accidentada topografía (muy empinado) y que presenta una acusada escasez de vegetación, existiendo sólo de tipo arbustiva o esteparia, como el matorral mediterráneo.
A sus pies corren las aguas del río Guadalopillo, que nace también en el mismo término municipal, tan sólo unos 4,5 km al O-NO en la cabecera del «Barranco de las Cercas» («Fuente de la Canaleta»). También muy cerca de sus laderas brotan las aguas de la famosa «Fuente Serrano», tan popular en la localidad ejulvina.